# 庭先案内
『庭先案内』（にわさきあんない）は、須藤真澄による日本の漫画作品。『コミックビーム』（エンターブレイン）にて、2004年から2010年まで連載。単行本は全6巻。
2010年から2016年には続編となる『庭先塩梅』が連載された。

## 概要・あらすじ
老人・少女・少年・中年男女、幽霊など様々な年齢層の人物を主人公としたファンタジーメルヘン。基本的に一話完結式の読み切りだが、「幻燈機」の回（ほぼ10回ごとに描かれる）に登場するじいさん、「メッセージ」以降に登場する姉妹（大阪に住んでいるらしい）など、複数回登場するキャラクターもいる。